# Peter Richard Kenrick
Peter Richard Kenrick (Dublino, 17 agosto 1806 – Saint Louis, 4 marzo 1896) è stato un arcivescovo cattolico irlandese naturalizzato statunitense.

## Biografia
Monsignor Peter Richard Kenrick nacque a Dublino il 17 agosto 1806 da Thomas e Jane Kenrick.

### Formazione e ministero sacerdotale
Compì gli studi superiori a Dublino. Dopo la morte del padre lavorò nell'ufficio di famiglia. Prima di entrare in seminario lavorò e fece amicizia con il poeta James Clarence Mangan. Un suo zio di nome Richard era sacerdote diocesano a Dublino. Grazie a lui fu ammesso al St Patrick's College di Maynooth all'età di 21 anni. Precedentemente suo zio lo aveva istruito discretamente in latino e in altre materie.
Il 6 marzo 1832 fu ordinato presbitero. L'anno dopo, in seguito alla morte della madre, partì come missionario per gli Stati Uniti d'America con suo fratello Francis Patrick, che diverrà vescovo di Filadelfia e arcivescovo metropolita di Baltimora.
A Filadelfia fu presidente del seminario, rettore della cattedrale e vicario generale della diocesi. Nei suoi primi anni da prete a Filadelfia, padre Kenrick scrisse diverse opere relative alla teologia cattolica e alla storia della Chiesa. Una delle sue opere, "La validità delle ordinazioni anglicane esaminate", pubblicata nel 1841, non fu messa in discussione per oltre un secolo. Ricoprì un certo numero di incarichi nella chiesa di Filadelfia.
Nel 1840 si recò a Roma con l'intenzione di entrare nella Compagnia di Gesù ma dopo aver consultato il preposito generale dell'ordine, rinunciò alle sue intenzioni.

### Ministero episcopale
Nella città eterna venne notato da monsignor Giuseppe Rosati che chiese alla Santa Sede di nominarlo, pur essendo molto giovane, suo coadiutore. Il papa accettò. Il 30 aprile 1841 papa Gregorio XVI lo nominò quindi vescovo coadiutore di Saint Louis e titolare di Draso. Ricevette l'ordinazione episcopale il 30 novembre successivo nella chiesa di Santa Maria a Filadelfia dal vescovo di Saint Louis Giuseppe Rosati, coconsacranti il vescovo coadiutore di Filadeflia Francis Patrick Kenrick e quello di Detroit Peter Paul Lefevère (Lefebre).
Monsignor Giuseppe Rosati morì poco dopo, il 25 settembre 1843, in una missione speciale ad Haiti e la cura della diocesi dipese dal giovane vescovo. La situazione finanziaria della diocesi era all'epoca piuttosto grave. C'era un debito molto pesante contratto per la realizzazione della cattedrale e notò che i cattolici della diocesi non erano affatto ansiosi di rimuoverlo. Monsignor Kenrick iniziò a raccogliere fondi e prese la coraggiosa decisione di entrare nel settore immobiliare. Ebbe successo. Un signore locale di nome Thornton fece un lascito di 300000 dollari e altri depositarono i loro soldi in curia. Fece investimenti fortunati nel settore immobiliare e, quando i valori generalmente scesero allo scoppio della guerra di secessione americana, pagò tutti i suoi depositanti in oro.
A quel tempo, la diocesi comprendeva l'intera area dell'acquisto della Louisiana, fatta eccezione per Iowa, Louisiana e Minnesota. La vastità del territorio generava molti problemi pastorali. Prima di tutto, non vi erano sacerdoti da inviare dove richiesto e chiese sufficienti. Già all'inizio del suo episcopato vennero create diverse nuove diocesi, principalmente grazie al suo interessamento. La diocesi rimase comunque molto vasta.
Il 20 luglio 1847 papa Pio IX elevò la sede in arcidiocesi metropolitana. La città stessa crebbe di quasi trenta volte nel corso del suo episcopato.
Visitò molte parti dello stato del Missouri, viaggiando a cavallo e dormendo anche in umili capanne, e incoraggiò attivamente lo sviluppo del cattolicesimo e delle istituzioni cattoliche nella sua diocesi. Aprì un giornale cattolico, un seminario indipendente nella città di Carondelet, Missouri, e invitò un certo numero di istituti religiosi cattolici a lavorare nella diocesi. Ben presto ottenne molto aiuto dai lazzaristi e dai gesuiti, oltre che dalla popolazione tedesca. Le monache della visitazione e le Suore di San Giuseppe, così come le Suore della Carità, cacciate dagli incendi e dalle inondazioni da altri luoghi, giunsero a Saint Louis, e presto le cose cominciarono a sembrare più luminose per il vescovo.
Durante il periodo della guerra di secessione americana monsignor Kenrick mantenne una posizione neutrale in una città e in uno Stato i cui residenti erano di opinioni ampiamente divergenti sulla questione. Dopo la fine della guerra, esortò i sacerdoti della sua diocesi a rifiutarsi di pronunciare il giuramento di ferro. Con questa proposta di giuramento i repubblicani intendevano impedire l'attività politica di ex soldati e sostenitori dei confederati imponendo a tutti gli elettori e ai funzionari di giurare di non aver mai appoggiato gli Stati Confederati d'America. Uno di questi sacerdoti, il reverendo John A. Cummings, si appellò alla Corte Suprema degli Stati Uniti d'America che gli concesse udienza e dichiarò incostituzionale il giuramento di ferro.
Prese parte al secondo consiglio plenario di Baltimora dove si distinse come un grande erudito e sostenne che gli affari della Chiesa cattolica negli Stati Uniti d'America sarebbero dovuti essere gestiti localmente ovunque fosse possibile. Questa posizione gli valse numerosi detrattori e avversari. Durante il Concilio Vaticano I, si oppose alla centralizzazione dell'autorità ecclesiastica a Roma e non appoggiò la dichiarazione del dogma della infallibilità papale. Quando venne definito dogmaticamente, accettò l'opinione della maggioranza. Il suo fallimento nel sostenere questo problema aumentò il numero e l'importanza dei suoi detrattori.
Viste le numerose contestazioni da parte dei suoi detrattori e le difficoltà che diversi prelati della Curia romana gli causavano, nel 1871 delegò l'amministrazione dell'arcidiocesi al suo vescovo coadiutore, monsignor Patrick John Ryan. Quando questi venne chiamato a succedere a suo fratello come arcivescovo di Filadeflia, riprese l'amministrazione attiva della sua diocesi.
Durante il periodo in cui i Knights of Labor, un sindacato fortemente cattolico e il primo sindacato nazionale, cominciarono a usare la violenza, monsignor Kenrick si oppose e condannò verbalmente le loro azioni. Tuttavia, il cardinale James Gibbons, arcivescovo di Baltimora, annullò le sue obiezioni.
Nel 1891, pur essendo debole di salute, celebrò il giubileo d'oro di ordinazione episcopale. Durante la celebrazione l'arcivescovo di Dubuque John Hennessy descrisse la crescita della provincia ecclesiastica di Saint Louis sotto il suo governo come "stupenda".
Nel 1893 il tentativo di monsignor Kenrick di nominare come vescovo coadiutore un suo candidato fallì, in quanto non ottenne il sostegno dei suoi compagni vescovi. Il 16 giugno 1893 papa Leone XII nominò John Joseph Kain. I conflitti e la mancanza di comunicazione con monsignor Kain furono una nota di discordia nei suoi ultimi anni.
Durante il suo episcopato dall'arcidiocesi di Saint Louis nacquero sedici nuove sedi: Little Rock (1843), Santa Fe e Saint Paul (1850); Leavenworth (1851); Alton e Omaha (1857); Green Bay, La Crosse, Saint Joseph e Denver (1868); Kansas City (1880); Davenport (1881); Wichita, Cheyenne, Lincoln (1887).
Il 21 maggio 1895 fu deposto canonicamente da papa Leone XIII a causa di un'inabilitazione fisica dovuta a infermità. L'8 giugno successivo lo stesso pontefice lo nominò arcivescovo titolare di Marcianopoli.
Morì a Saint Louis il 4 marzo 1896. È sepolto nel lotto dei preti del Calvary Cemetery and Mausoleum di Saint Louis, un cimitero che monsignor Kenrick aveva istituito al posto di una fattoria che aveva comprato.
Gli è intitolato il seminario dell'arcidiocesi di Saint Louis, il Kenrick-Glennon Seminary, precedentemente noto come Kenrick Theological Seminary.

## Genealogia episcopale e successione apostolica
La genealogia episcopale è:
- Cardinale Scipione Rebiba
- Cardinale Giulio Antonio Santori
- Cardinale Girolamo Bernerio, O.P.
- Arcivescovo Galeazzo Sanvitale
- Cardinale Ludovico Ludovisi
- Cardinale Luigi Caetani
- Cardinale Ulderico Carpegna
- Cardinale Paluzzo Paluzzi Altieri degli Albertoni
- Papa Benedetto XIII
- Papa Benedetto XIV
- Cardinale Enrico Enriquez
- Arcivescovo Manuel Quintano Bonifaz
- Cardinale Buenaventura Córdoba Espinosa de la Cerda
- Cardinale Giuseppe Maria Doria Pamphilj
- Arcivescovo Louis-Guillaume-Valentin Dubourg, P.S.S.
- Vescovo Giuseppe Rosati, C.M.
- Arcivescovo Peter Richard Kenrick

La successione apostolica è:
- Vescovo James Oliver Van de Velde, S.I. (1849)
- Vescovo John McGill (1850)
- Vescovo John Baptiste Miège, S.I. (1851)
- Vescovo Anthony O'Regan (1854)
- Vescovo Timothy Clement Smyth, O.C.S.O. (1857)
- Vescovo James Duggan (1857)
- Vescovo James Michael Myles O'Gorman, O.C.S.O. (1859)
- Vescovo James Whelan, O.P. (1859)
- Arcivescovo Thomas Langdon Grace, O.P. (1859)
- Arcivescovo Patrick Augustine Feehan (1865)
- Arcivescovo John Hennessy (1866)
- Vescovo Joseph Melcher (1868)
- Vescovo John Joseph Hogan (1868)
- Arcivescovo Patrick John Ryan (1872)
- Vescovo Thomas Bonacum (1887)
- Vescovo John Joseph Hennessy (1888)